# Groznaya Bay
Die Groznaya Bay (englisch; russisch Бухта Грозная Buchta Grosnaja, deutsch ‚Schreckliche Bucht‘) ist eine Bucht an der Küste des ostantarktischen Enderbylands. Sie liegt 3,7 km östlich der Molodjoschnaja-Station.
Luftaufnahmen entstanden 1957 sowohl im Rahmen der Australian National Antarctic Research Expeditions als auch bei einer sowjetischen Antarktisexpedition. Wissenschaftler letzterer Forschungsreise benannten sie. Der weitere Benennungshintergrund ist nicht überliefert. Das Antarctic Names Committee of Australia übertrug diese Benennung in einer transkribierten Teilübersetzung ins Englische.